# مقاطعة شهركرد
مقاطعة شهركرد (بالفارسية: شهرستان شهرکرد) هي إحدى مقاطعات محافظة تشهارمحال وبختیاري في إيران. عاصمة المقاطعة هي شهركرد. حسب تعداد 2006، بلغ عدد السكان (متضمنًا الأجزاء التي انفصلت لاحقًا لتكون مقاطعة كيار) 362,381 نسمة في 91,273 عائلة، وباستثناء الأجزاء المنفصلة بلغ 318,273 نسمة في 80,672 عائلة.